# Ochyrotica gielisi
Ochyrotica gielisi là một loài bướm đêm thuộc họ Pterophoridae. Nó được tìm thấy ở Panama.
Sải cánh dài khoảng 16 mm.